# Condado de Campo Rey
El condado de Campo Rey es un título nobiliario español, creado por el rey Carlos II el 13 de mayo de 1686 a favor de Luis Antonio Guardiola Solís de los Cobos, VI señor de La Guardia (Toledo).
El título de conde de Campo Rey fue rehabilitado por el rey Alfonso XIII de España en 1916 a favor de Antonio de Medina y Garvey, hijo de Francisco de Asís de Medina y Esquivel y de su esposa María de los Dolores Garvey y Capdepón. Su denominación hace referencia al municipio de La Guardia en la provincia de Toledo.

## Condes de Campo Rey
| Nº                              | Titular                                  | Periodo         |
| ------------------------------- | ---------------------------------------- | --------------- |
| I                               | Luis Antonio de Guardiola y Solís        | 1686-ca.1727    |
| II                              | Constanza de Guardiola y Sayas           | ca.1727-ca.1740 |
| III                             | Josefa Enríquez de Cabrera y Guardiola   | ca.1740-ca.1760 |
| IV                              | Catalina Enríquez de Cabrera y Guardiola | ca.1760-1785    |
| V                               | Beatriz Enríquez de Cabrera y Guardiola  | 1785-ca.1790    |
| Rehabilitación por Alfonso XIII |                                          |                 |
| VI                              | Antonio de Medina y Garvey               | 1916-1943       |
| VII                             | Fernando de Medina y Benjumea            | 1943-1960       |
| VIII                            | María Fernanda de Medina y Atienza       | 1960-2014       |
| IX                              | María Fernanda de Churruca y Medina      | 2015-Actual     |

## Historia de los Condes de Campo-Rey
- Luis Antonio Guardiola Solís de los Cobos, I conde de Campo Rey, VI señor de La Guardia.

1. Casó con N. Sayas. Le sucedió su hija:

- Constanza de Guardiola y Sayas, II condesa de Campo Rey, VII señora de La Guardia.

1. Casó con N. Enríquez de Cabrera. Le sucedió su hija:

- Josefa Enríquez de Cabrera y Guardiola, III condesa de Campo Rey, VIII señora de La Guardia.

Le sucedió su hermana:
- Catalina Enríquez de Cabrera y Guardiola, IV condesa de Campo Rey, IX señora de La Guardia.

Le sucedió su hermana:
- Beatriz Enríquez de Cabrera y Guardiola, V condesa de Campo Rey, X señora de La Guardia.

Rehabilitado en 1916 por:
- Antonio de Medina y Garvey, VI conde de Campo Rey.

1. Casó con Fernanda Benjumea y Taravillo. Le sucedió su hijo:

- Fernando de Medina y Benjumea (fallecido en 1960), VII conde de Campo Rey.

1. Casó con Mariana Atienza y Benjumea. Le sucedió su hija:

- María Fernanda de Medina y Atienza (fallecida en 2014), VIII condesa de Campo Rey.

1. Casó con Santiago de Churruca y de la Plaza. Le sucedió su hija:

- María Fernanda de Churruca y Medina (nacida 1964), IX condesa de Campo Rey.

1. Casó con Víctor Tarruella de Oriol.